# Bandeira de Maryland

Bandeira de Maryland.

A Bandeira de Maryland, ou, na sua forma portuguesa, da Marilândia, é a única entre as bandeiras dos cinquenta estados americanos derivada dos brasões de duas famílias inglesas: Calvert e Crossland.